# Avenales
Avenales es una localidad española, hoy día deshabitada, del municipio de Arcos de Jalón, perteneciente a la provincia de Soria, en la comunidad autónoma de Castilla y León. 

## Geografía
El río Avenales pasa por la localidad. Avenales se encuentra en la comarca de Arcos de Jalón. Desde el punto de vista jerárquico de la Iglesia católica forma parte de la diócesis de Osma-Soria la cual, a su vez, pertenece a la archidiócesis de Burgos.

## Historia
A mediados del siglo XIX, el lugar, por entonces perteneciente a Velilla, tenía contabilizada una población de 80 habitantes. Aparece descrito en el primer volumen del Diccionario geográfico-estadístico-histórico de España y sus posesiones de Ultramar de Pascual Madoz de la siguiente manera:

ABENALES: barrio de la prov. y adm. de rentas de Soria (10 leg.), part. jud. de Medinaceli (1 1/2), aud. terr. y c. g. de Búrgos (27), dióc. de Sigüenza (5), ayunt. de Velilla (1/4): sit. sobre una colina donde la baten con libertad todos los vientos, lo que unido al alegre cielo y despejada atmósfera que le rodea, hace su clima sano. Tiene 20 casas de media construccion, una igl. pequeña muy ant. aneja de la de Velilla, cuyo párroco administra los sacramentos y dice misa en los dias festivos, y una escuela de primeras letras comun para los niños de ambos sexos, servida por el sacristan fiel de fechos, quien por todos conceptos recibe la pension anual de 20 fan. de grano cobradas de los vec. Fuera del pueblo casi tocando al mismo, tiene su nacimiento una fuente de agua delgada y cristalina de la cual se surten los vec. para sí y sus ganados; el sobrante sin provecho alguno vá á perderse en el Jalon. Confina el term. por el N. con el de Somaen, por el E. con el de Velilla, por el S. con el de Ures y por el O. con el de Sagides. El terreno aunque secano es fértil y de buena calidad; cada fan. de sembradura da el 5 ó 6. Abundan tambien los pastos. Prod. trigo, cebada, avena y alguna legumbre seca, cuyo sobrante se lleva al mercado de Medinaceli; cria ganado lanar en bastante número. Pobl. 20 vec.: 80 alm. Riqueza y contr. (V. Velilla).
(Madoz, 1845, p. 50)